# Bill Walsh (acteur)
Pour les articles homonymes, voir Bill Walsh (homonymie) et Walsh.
William J. Walsh (né le 25 septembre 1957) est un pompier new-yorkais, connu pour son rôle dans la série télévisée New York 911. Il fut également consultant de la série en tant que pompier. Walsh est actuellement capitaine de la brigade 41 du FDNY dans le South Bronx.
Billy Walsh participe à un documentaire spécial où il donne ses impressions et ses souvenirs sur les attentats du 11 septembre 2001 avec d'autres pompiers de la ville de New York. Ce documentaire appartient à la série New York 911. Il n'a jamais été diffusé en France.

## Filmographie
1999 - 2005 : New York 911 : Billy Walsh